# Kanton Rennes-Centre-Ouest
Kanton Rennes-Centre-Ouest (francouzsky Canton de Rennes-Centre-Ouest) je francouzský kanton v departementu Ille-et-Vilaine v regionu Bretaň. Tvoří ho pouze centrální a západní část města Rennes.